# جورجيا دوغلاس جونسون
جورجيا دوغلاس جونسون (بالإنجليزية: Georgia Douglas Johnson)‏ هي مدافعة عن الحقوق المدنية وملحنة وكاتِبة وشاعرة أمريكية، ولدت في 10 سبتمبر 1877 في أتلانتا في الولايات المتحدة، وتوفيت في 14 مايو 1966 في واشنطن العاصمة في الولايات المتحدة.

## وصلات خارجية
- جورجيا دوغلاس جونسون على موقع الموسوعة البريطانية (الإنجليزية)
- جورجيا دوغلاس جونسون على موقع ميوزك برينز (الإنجليزية)
- جورجيا دوغلاس جونسون على موقع ديسكوغز (الإنجليزية)